# فرانك اوكادا
فرانك اوكادا (بالإنجليزية: Frank Okada)‏ هو رسام أمريكي، ولد في 1931 في سياتل في الولايات المتحدة، وتوفي في 2000.